# Brookfield (Missouri)
Brookfield és una població dels Estats Units a l'estat de Missouri. Segons el cens del 2000 tenia 4.769 habitants.

## Demografia
Segons el cens del 2000, Brookfield tenia 4.769 habitants, 2.058 habitatges, i 1.234 famílies. La densitat de població era de 428,2 habitants per km².
Dels 2.058 habitatges en un 27,2% hi vivien nens de menys de 18 anys, en un 44,8% hi vivien parelles casades, en un 11,4% dones solteres, i en un 40% no eren unitats familiars. En el 35,3% dels habitatges hi vivien persones soles el 20,7% de les quals corresponia a persones de 65 anys o més que vivien soles. El nombre mitjà de persones vivint en cada habitatge era de 2,23 i el nombre mitjà de persones que vivien en cada família era de 2,86.
Per edats la població es repartia de la següent manera: un 24,1% tenia menys de 18 anys, un 7,2% entre 18 i 24, un 23,1% entre 25 i 44, un 20,8% de 45 a 60 i un 24,9% 65 anys o més.
L'edat mediana era de 42 anys. Per cada 100 dones de 18 o més anys hi havia 77,9 homes.
La renda mediana per habitatge era de 25.753 $ i la renda mediana per família de 32.385 $. Els homes tenien una renda mediana de 23.284 $ mentre que les dones 19.004 $. La renda per capita de la població era de 14.842 $. Entorn del 14,7% de les famílies i el 19,1% de la població estaven per davall del llindar de pobresa.

## Poblacions més properes
El següent diagrama mostra les poblacions més properes.